# Payback 2020
Payback 2020 è stata la sesta edizione dell'omonimo evento in pay-per-view prodotto annualmente dalla WWE. L'evento si è svolto il 30 agosto 2020 all'Amway Center di Orlando (Florida).
A causa della pandemia di COVID-19 e delle misure necessarie per farvi fronte, l'evento si è svolto con la sola presenza del personale autorizzato. L'evento è stato trasmesso inoltre nel WWE ThunderDome, dove, tramite una serie di pannelli a LED intorno all'arena, i fan da tutto il mondo hanno potuto assistere in diretta all'evento tramite collegamento remoto. È stato inoltre il primo evento del pay-per-view Payback dopo l'edizione del 2017.

## Storyline
Nella puntata di SmackDown del 14 agosto 2020 è stato annunciato che Bayley e Sasha Banks dovranno difendere il Women's Tag Team Championship contro due sfidanti sconosciute. Successivamente, nella puntata di Raw del 24 agosto, è stato annunciato che Bayley e Sasha avrebbero dovuto difendere le loro cinture a Payback contro Nia Jax e Shayna Baszler.
Il 23 agosto, nel Kick-off di SummerSlam, Apollo Crews ha difeso con successo lo United States Championship contro MVP, con gli accoliti di quest'ultimo, Bobby Lashley e il 24/7 Champion Shelton Benjamin banditi da bordo ring. Nella puntata di Raw del 24 agosto l'Arm Wrestling contest tra Crews e Lashley (supervisionato dal WWE Hall of Famer Mark Henry) si è concluso con la vittoria del primo. Un match tra Crews e Lashley per lo United States Championship del primo è stato sancito per Payback.
Nella puntata di Raw del 24 agosto Keith Lee ha fatto il suo debutto nel roster principale dapprima interrompendo un promo di Randy Orton e poi affrontandolo, ma dopo un'ottima prestazione l'incontro si è concluso con la sua sconfitta per squalifica a causa dell'intervento del WWE Champion Drew McIntyre ai danni di Orton. Un match tra Lee e Orton è stato dunque sancito per Payback.
Il 23 agosto, a SummerSlam, "The Fiend" Bray Wyatt ha sconfitto Braun Strowman in un Falls Count Anywhere match conquistando così per la seconda volta l'Universal Championship, ma al termine dell'incontro Roman Reigns ha fatto il suo ritorno dopo cinque mesi di inattività attaccando sia "The Fiend" che Strowman. Un No Holds Barred Triple Threat match per l'Universal Championship tra il campione "The Fiend", Reigns e Strowman è stato dunque sancito per Payback.
Il 19 luglio, a The Horror Show at Extreme Rules, Seth Rollins ha sconfitto Rey Mysterio in un brutale Eye for an Eye match, facendo perdere a Mysterio l'occhio destro. In difesa del padre, Dominik Mysterio ha brutalmente attaccato Rollins e il suo discepolo Murphy nelle puntate di Raw del 27 luglio e 3 agosto, e successivamente ha annunciato di voler sfidare lo stesso Rollins a SummerSlam, con il "Monday Night Messiah" che ha accettato; si tratterà del debutto ufficiale di Dominik sul ring della WWE e in pay-per-view, come accadde a suo padre a SummerSlam del 25 agosto 2002 (quando appunto Rey debuttò in pay-per-view per la prima volta). Successivamente, è stato reso noto che l'incontro tra Dominik e Rollins sarà uno Street Fight. A SummerSlam, poi, Rollins ha sconfitto Dominik in uno Street Fight nonostante un'ottima prestazione del figlio di Rey. Nella successiva puntata di Raw del 24 agosto il match tra Dominik e Rey contro Rollins e Murphy è terminato in no-contest a causa dell'intervento della Retribution. Un Tag Team match tra i due team è stato dunque sancito per Payback.
Nella puntata di SmackDown del 3 luglio Matt Riddle ha avuto un confronto con King Corbin, il quale l'ha interrotto durante un'intervista sul ring con Michael Cole, e successivamente ha sconfitto John Morrison. Nella puntata di SmackDown del 17 luglio Riddle ha affrontato AJ Styles per l'Intercontinental Championship ma è stato sconfitto, e a fine incontro è stato brutalmente attaccato da King Corbin. Nella puntata di SmackDown del 7 agosto Riddle ha sconfitto Sheamus per squalifica a causa dell'intervento di Shorty G (assoldato da Corbin). Nella puntata di SmackDown del 28 agosto Riddle ha sconfitto Shorty G, mandato sempre da Corbin, e nel post match sia questi che Riddle hanno avuto un confronto fisico. Un match tra King Corbin e Matt Riddle è stato dunque annunciato per Payback.
Nella puntata di SmackDown del 31 luglio Big E, dopo l'infortunio di Kofi Kingston, ha iniziato a combattere in singolo e ha sconfitto The Miz. Nella puntata di SmackDown del 14 agosto Big E ha sconfitto John Morrison. Nella puntata di SmackDown del 21 agosto Big E ha sconfitto Sheamus, con il quale aveva avuto degli attriti. Nella puntata di SmackDown del 28 agosto Big E e gli Heavy Machinery (Otis e Tucker) hanno sconfitto John Morrison, The Miz e Sheamus. Il 29 agosto 2020 è stato annunciato un match tra Big E e Sheamus per Payback.
Il 29 agosto è stato annunciato che le IIconics (Billie Kay e Peyton Royce) affronteranno la Riott Squad (Liv Morgan e Ruby Riott) nel Kick-off di Payback.

## Risultati
| #       | Match                                                                                      | Stipulazioni                                            | Durata |
| ------- | ------------------------------------------------------------------------------------------ | ------------------------------------------------------- | ------ |
| Kickoff | Liv Morgan e Ruby Riott hanno sconfitto le IIconics                                        | Tag team match                                          | 9:00   |
| 1       | Bobby Lashley (con MVP e Shelton Benjamin) ha sconfitto Apollo Crews (c) per sottomissione | Single match per il WWE United States Championship      | 9:30   |
| 2       | Big E ha sconfitto Sheamus                                                                 | Single match                                            | 12:20  |
| 3       | Matt Riddle ha sconfitto King Corbin                                                       | Single match                                            | 10:55  |
| 4       | Nia Jax e Shayna Baszler hanno sconfitto Bayley e Sasha Banks (c)                          | Tag team match per il WWE Women's Tag Team Championship | 10:20  |
| 5       | Keith Lee ha sconfitto Randy Orton                                                         | Single match                                            | 6:40   |
| 6       | Dominik Mysterio e Rey Mysterio hanno sconfitto Murphy e Seth Rollins                      | Tag team match                                          | 16:00  |
| 7       | Roman Reigns (con Paul Heyman) ha sconfitto "The Fiend" Bray Wyatt (c) e Braun Strowman    | Triple threat match per il WWE Universal Championship   | 12:45  |